# 허소영
허소영(1984년 1월 29일 ~ )은 한국의 여성 재즈 가수이다. 2002년에 백제예술대학에, 2007년에 예원예술대학교에 입학해 음악을 공부했다. 또한 2006년 데뷔해 그룹 아워멜츠로 활동하다 현재는 솔로 가수로 활동하고 있다. 자라섬 페스티벌 등에 참가했다.

### 정규 1집 Her, So Young & Old
1집에서 한국어 가사를 활용한 특색있는 앨범을 내면서 인상 깊은 신인으로 등장했다.

### 정규 2집  That's All
4년만에 낸 2013년 2집 "That's all"로 한국 재즈신의 실력자로 자리매김하게 되었다. 스탠다드에 대한 충실하면서도 신선한 해석은 싱글로도 낸 곡 'Destination Moon'에서 잘 드러났다. 이를 통해 스탠다드 스타일의 실력파 재즈 보컬로 이름을 알리게 되었다. 2집은 2014년 한국대중음악상 '최우수 재즈&크로스오버 재즈음반' 6개 중 하나로 선정되면서 그 실력을 입증했다.
허소영은 '재즈'하면 기대되는 사운드와 음색, 특징을 고루 갖춘 드문 실력파로 얘기되고 있고, 숙련된 스캣도 그의 특기이다. 젊은 재즈연습생들에게 인기가 많아 실용음악 전공에서 재즈를 연습하면 허소영의 노래들은 한번쯤은 들어보고 불러보고 있다. 또한 심금을 울리는 차분하고 고운 목소리는 널리 사랑받고 있는데, 추억의 재즈를 기대하는 장년과 세련미를 추구하는 젊은 세대가 고르게 좋아하는 음색이다.

### 정규 3집 BBB
5년 뒤 발매된 3집 싱글앨범 BBB는 2집에서 보여준 스탠다드 재즈보컬로서의 면모를 다시 한번 확실하게 각인시키면서 한국의 대표적인 재즈보컬임을 보여주었다. 1집이 나오고 10년만에 나온 앨범에서 성숙한 완성미가 돋보인다는 반응이다. 특히 평론가들의 극찬이 눈에 띄는데, KBS 클래식 FM(93.1MHz)에서 20년째  '재즈수첩'을 진행중인 황덕호 평론가는 한국을 대표하는 재즈 보컬리스트로 허소영을 평가했다.
“안목이 있는 재즈팬이라면 이 앨범을 들으며 느끼실 것이다.  지금, 우리 곁에 허소영과 같은 재즈 보컬리스트가 있다는 것이 얼마나 행복한 것인가를. 허소영은 한국을 대표하는 재즈 보컬리스트다."- 재즈 평론가, 황덕호 추천사

### 그 외
2019년 "여, 행하라" 앨범에 참여, 타이틀 곡인 "두무개길"을 불렀다. 윤영미 아나운서와 전수경 감독이 한국의 아름다운 공간들을 여행하며 콜라보레이션으로 만든 앨범의 보컬로 참여한 것.
2019년 자라섬 재즈 페스티벌에서 준비중인 곡을 연주했다. 스탠다드에 충실했던 2, 3집에서 나아가 한국어로 된 가사를 갖추면서도 재즈의 형식과 아름다움을 추구하는 노래들로 보인다. 스탠다드 실력을 갖추면서 과연 어떤 새로운 곡으로 돌아올지 기대를 사고 있다.

## 음반 목록
- (음악 그룹) 아워멜츠(HourmeltS) 1집 - Twenties = Love (2007.11.01)
- (음악 그룹) 아워멜츠(HourmeltS) - Meaningful Days (2009.05.08)
- (솔로) 정규 1집 -  Her, So Young&Old  ( 2009.02.26 )
- (솔로) 싱글 앨범 - Destination Moon (2013.02.15)
- (솔로) 정규 2집  - That's all    ( 2013.02.28 )
- (솔로) 싱글 앨범 BBB - I've got a crush on you    (2018.11.09)
- (솔로) 정규 3집  - BBB   (2018.11.28)
- (앨범참여) 여, 행하라 - 두무개길 (서울, 두무개길)   (2019.09.26)
- (싱글) 디지털 싱글 - 잘자요 (2020.03.09)
- (EP) 미니앨범 - Celebrate in Paradise (2020.06.22)

## 주요 활동
- 국제예술대학 재즈 페스타 (2014.05.23~24)
- 에반스 데이 콘서트 (2013.10.18~2014.03.21)
- EBS 스페이스 공감 937회 - 기분 좋은 스윙의 걸음 (2013.06.20)
- EBS 스페이스 공감 1051회 - 말죽거리 음악다방 , 여름특집편 (2014.08.21)
- EBS 스페이스 공감 1430회 - 허소영 X 스텔라장 (2019.05.23)
- 자라섬 재즈 페스티벌 (2019.10.05)